# Pero steinbachi
Pero steinbachi är en fjärilsart som beskrevs av Louis Beethoven Prout 1928. Pero steinbachi ingår i släktet Pero och familjen mätare. Inga underarter finns listade i Catalogue of Life.